# Microtomarctus
Microtomarctus — вимерлий одновидний рід підродини псових Borophaginae, що родом із Північної Америки. Він жив протягом раннього та середнього міоцену. Викопні зразки були знайдені в Небрасці, прибережному південно-східному Техасі, Каліфорнії, Нью-Мексико, Неваді та Колорадо. Це був псовий середнього розміру і більш м'ясоїдний, ніж попередні борофагіни.